# Communauté de communes du Canton de Lyons-la-Forêt
Die Communauté de communes du Canton de Lyons-la-Forêt ist ein ehemaliger französischer Gemeindeverband mit der Rechtsform einer Communauté de communes im Département Eure in der Region Normandie. Sie wurde am 2. Dezember 1996 gegründet und umfasste 13 Gemeinden. Der Verwaltungssitz befand sich im Ort Lyons-la-Forêt.

## Historische Entwicklung
Mit Wirkung vom 1. Januar 2017 fusionierte der Gemeindeverband mit der 
Communauté de communes de l’Andelle und bildete so die Nachfolgeorganisation Communauté de communes Lyons Andelle.

## Ehemalige Mitgliedsgemeinden
1. Beauficel-en-Lyons
2. Bézu-la-Forêt
3. Bosquentin
4. Fleury-la-Forêt
5. Les Hogues
6. Lilly
7. Lisors
8. Lorleau
9. Lyons-la-Forêt
10. Rosay-sur-Lieure
11. Touffreville
12. Le Tronquay
13. Vascœuil